# Postgeschichte und Briefmarken Lübecks

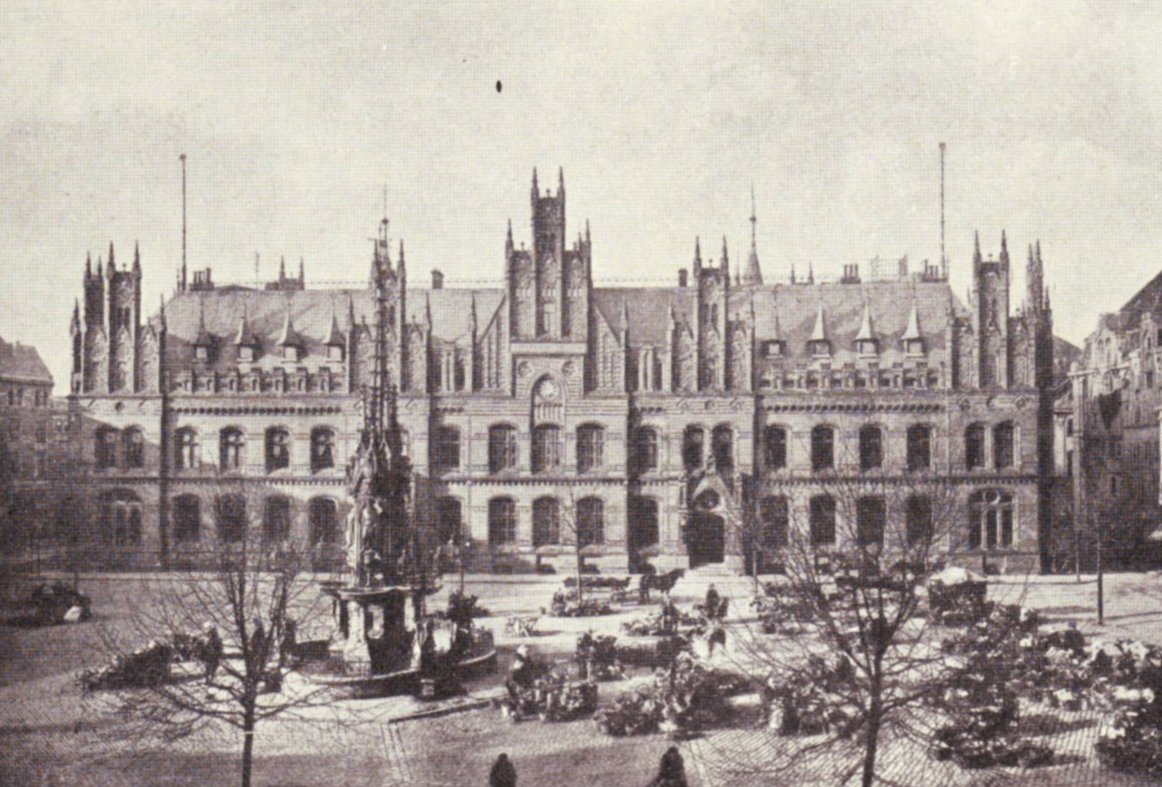
Kaiserliches Postamt am Lübecker Markt

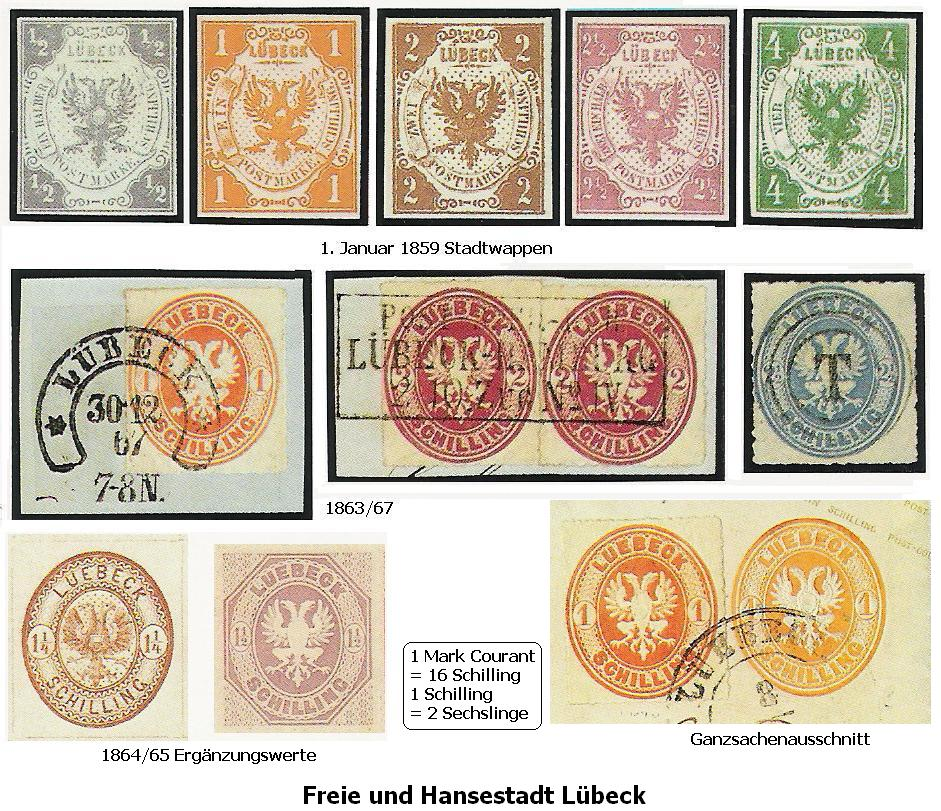
Lübecker Briefmarken

Nach Gründung der deutschen Hanse (1241) bildeten sich bald geregelte Botenzüge. In Lübeck stand die Vermittlung des Briefverkehrs unter Aufsicht des kaufmännischen Kollegiums der Schonenfahrer, die auch den Botenmeister (Postmeister) und das übrige Personal bestimmten. 
Um 1579 kam die taxissche Reichspost nach Lübeck, sie bestand neben der Hansepost, es kam zu Reibereien. 1683 kam das Platensche, später hannoversche (bis 1844) und das wismarschen Postamt hinzu. Diese ging zusammen mit den dänischen Posten in der Schütting-Post auf.
In der Franzosenzeit vereinigte Napoleon die drei Hansestädte und das nordwestliche Deutschland als Département des Bouches de l’Elbe durch das Dekret vom 13. Dezember 1810 mit Frankreich. Es war die Zeit der Kontinentalsperre gegen Großbritannien.
Die Schonenfahrer übernahmen wieder das Postwesen. Die Verwaltung der Post arbeitete nun aber für Rechnung der Stadtkasse. Die Schonenfahrer erhielten eine jährliche Vergütung vom 2.000 Mark Lübecker Courant. 
1848 bestanden in Lübeck außer dem Stadtpostamt eine taxissche Briefpost, mecklenburgische, hannoversche (bis 1845) und dänische reitende und fahrende Posten sowie eine preußische Postagentur.
Als 1850 die Stelle eines Deputierten bei der Postabteilung neu zu besetzen war, fiel am 1. April 1851 die Wahl auf den Großherzoglich mecklenburg-strelitzschen Postmeister Hermann Lingnau, der den Titel Postdirektor erhielt. Die Unterbeamten wurden die Litzenbrüder genannt.
Auf dem Postkongress in Berlin (1851) wurde zwischen Lübeck und Thurn und Taxis zum 1. Januar 1852 ein Vertrag geschlossen, der die Kompetenzen genau festlegte. Ähnlich verfuhr man mit der dänischen Post. Man erlaubt den Bau der Lübeck-Büchener Eisenbahn und erlaubt im Gegenzug das königlich dänische Ober-Post-Amt in Lübeck.
Beim Übergang des Postwesens auf den Norddeutschen Bund am 1. Januar 1868 wurde das Stadtpostamt zum Ober-Postamt im Norddeutschen Postbezirk und Hermann Lingnau zum Ober-Postdirektor. Das dänische Postamt sowie Thurn und Taxis hoben ihre Posten auf. In Lübeck gab es zwei stabile Postämter und 7 Briefsammlungen für 50.339 Einwohner. Es galt die Mark Lübecker Courant = 16 Schillingen, wobei 1 Schilling 2 Sechslingen entsprach.

## Briefmarken
Briefmarken wurden am 1. Januar 1859 eingeführt. Sie zeigen einen doppelköpfigen Adler mit ausgebreiteten Flügeln. Auf einem, den Adler umschließenden Bande, liest man „Postmarke“ und die Angabe des Wertes in Buchstaben. An der oberen Seite steht das Wort „Lübeck“, und in den vier Ecken eine den Wert der Marke bezeichnende Zahl. Die Marken von 1863 zeigen denselben Adler in Oval in relief, oben das Wort „Luebeck“ auf den Seiten die Wertangabe und unten “Schilling”. Die Ganzsachenumschläge waren in Ausstattung und Preis den Briefmarken gleich.

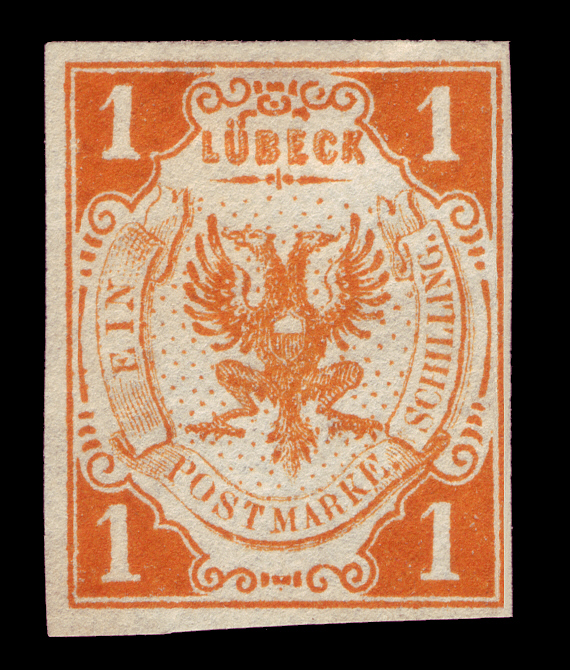
Lübecker Briefmarke der Briefmarkenserie 1859
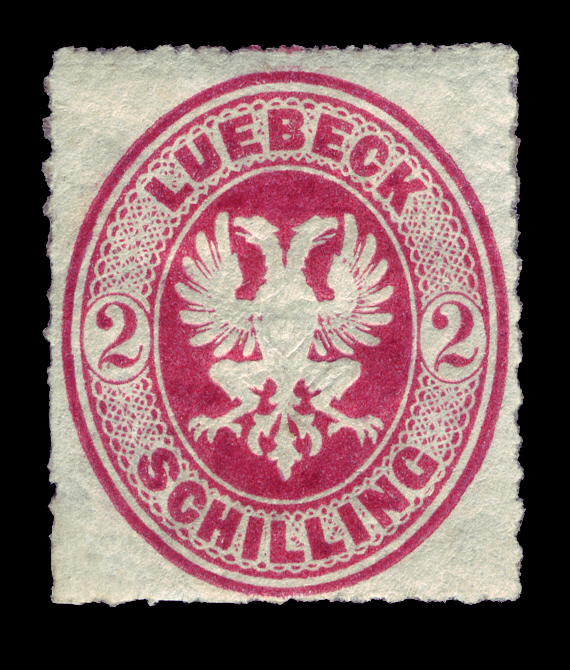
Lübecker Briefmarke der Briefmarkenserie 1863
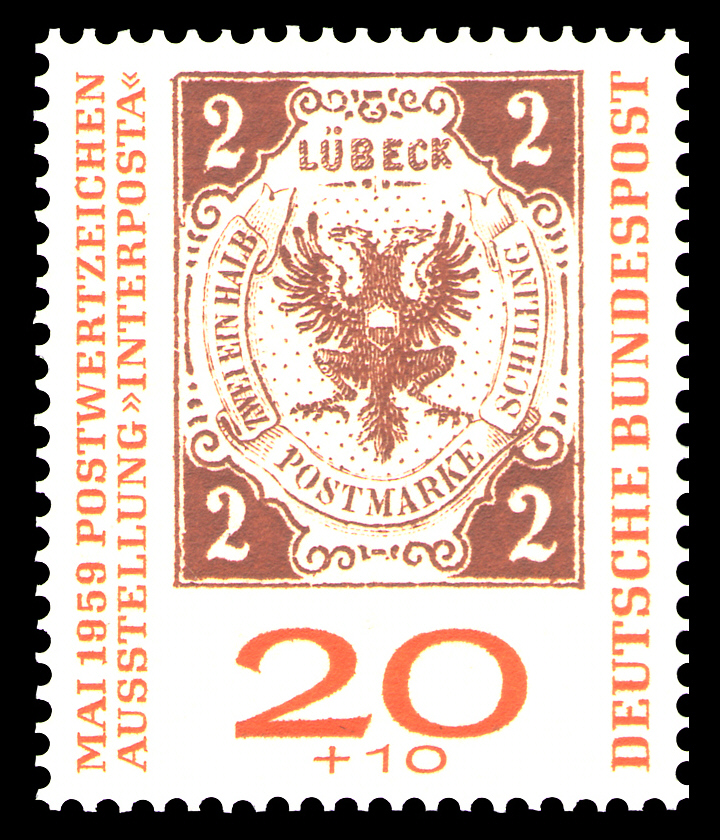
Lübecker Briefmarke der Briefmarkenserie 1859 als Motiv einer Briefmarke des Jahrgangs 1959 der Deutschen Bundespost